# Fabio Bonizzoni
Fabio Bonizzoni (Milan, 1965) est un organiste et claveciniste classique italien.

## Biographie

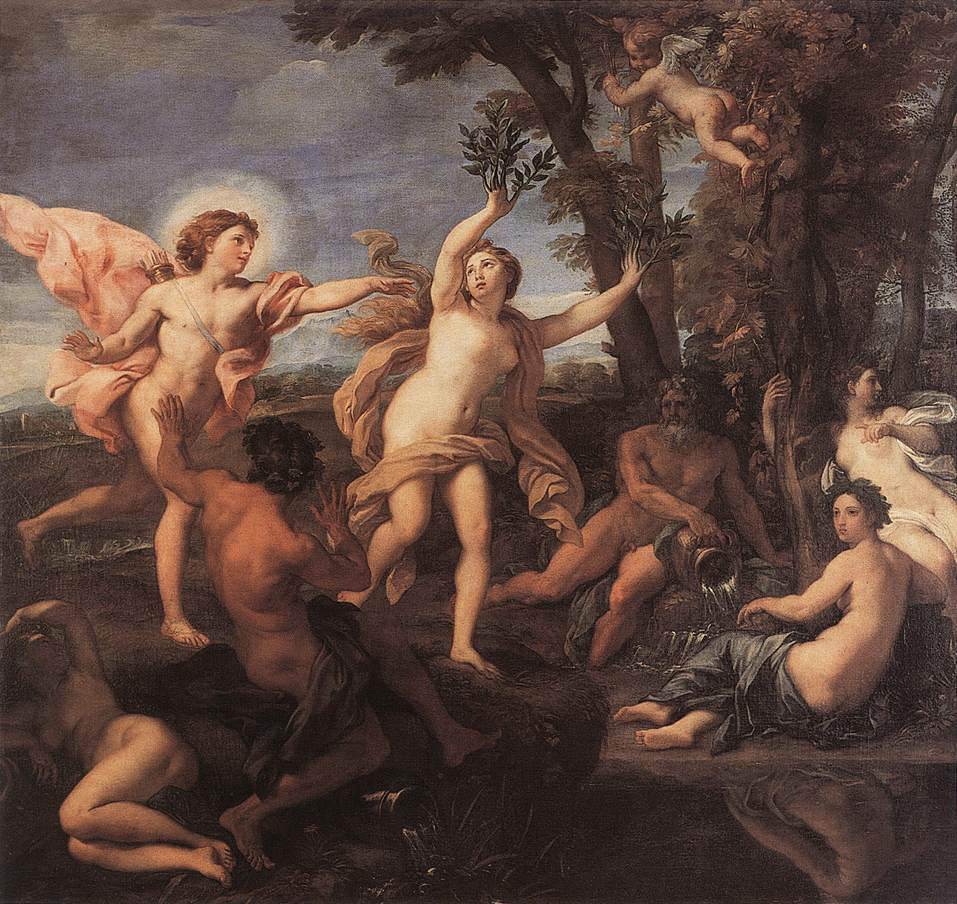
Apolo persiguiendo a Dafne (1681) par Carlo Maratta.

Fabio Bonizzoni, après avoir obtenu son diplôme en orgue et en clavecin avec mention, commence sa spécialisation en tant qu'élève de Ton Koopman au Conservatoire Royal de La Haye et obtient son diplôme en orgue baroque puis clavecin solo.
Il est professeur au Conservatoire de Trapani, au Conservatoire de Suisse italienne à Lugano et, de 2006 à 2007, au Conservatoire de La Haye, aux Pays-Bas. 
Il participe à de nombreux festivals de musique ancienne et notamment aux "festivals baroques" organisés dans de nombreuses villes italiennes et étrangères, il joue notamment pour le Concertgebouw à Amsterdam, au festival Rheingau Musik à Wiesbaden, pour la Fondation Cini à Venise et en septembre Music de Turin, au festival baroque de Viterbe. 
En mai 2004, à l’église Colletto de Roletto , il enregistre les Variations Goldberg de Jean-Sébastien Bach sur un clavecin Willem Kroesbergen et la même année, il publie le disque Domenico Scarlatti : The Last Sonatas, pour le label espagnol Glossa. 
En 2011, Fabio Bonizzoni enregistre avec Mariko Uchimura, L'Art de la fugue de Bach.

## Ensemble La Risonanza
En 1995, il fonde le groupe vocal et instrumental La Risonanza, qui deviendra plus tard l'un des plus grands orchestres de chambre baroque. Le groupe enregistre pour Glossa depuis 2002 . De nombreux disques ont été publiés, notamment une série de sept enregistrements dédiés à Haendel. En 2011, Fabio Bonizzoni a reçu le prix Baroque Vocal pour les cantates italiennes de Haendel, Apollo e Dafne, aux Gramophone Awards.

## Discographie
Baldassarre Galuppi,  Sonate pour Clavicembalo et pour Organo, Stradivarius, 2012